# Lower East Side
El Lower East Side és un barri de Manhattan a Nova York, situat al llarg de l'East River, entre el pont de Manhattan i el carrer 14. El seu límit oest se situa als voltants de Broadway. S'anomena de vegades el barri "Loisada", deformació fonètica de la pronunciació llatina.
El Lower East Side, on durant molt de temps hi vivia una població obrera i desafavorida, tenia abans mala reputació. Diversos caps mafiosos encara adolescents hi van fer els seus caus a Five Points Gang, sobretot Frankie Yale, Johnny Torrio i Al Capone: la seva història és contada a la pantalla a Hi havia una vegada a Amèrica amb Robert De Niro.
El barri ha estat i continua sent encara a certs indrets un centre de la cultura  judaica procedent d'Europa de l'Est. Més recentment, ha estat ocupat per altres immigrants, sobretot d'origen llatinoamericà i asiàtic. És particularment visible per la seva banda nord, també anomenada East Village. A la població d'origen  polonès i  ucraïnès s'hi ha afegit una afluència d'immigrants  japonesos. En el transcurs dels quinze darrers anys, s'hi han desenvolupat els restaurants de sushi i els mercats d'aliments japonesos. S'hi troba igualment un nombre significatiu d'immigrants provenint de Bangladesh i de països musulmans, que sovintegen la mesquita Madina Masjid a la cantonada de la Primera Avinguda i del carrer 11. La diversitat de cultes religiosos és una característica del barri, que implica també diverses  sinagogues,  esglésies, un important temple Hare Krishna i llocs d'oració  Budistes.
Els límits del Lower East Side evolucionen amb el temps, en la imatge de la seva població. La part al sud de Delancey Street i l'oest d'Allen Street forma ara part de  Chinatown, com Grand Street. L'East Village, ja esmentat, és sovint considerat com un barri diferent d'ençà que una població més acomodada s'hi ha instal·lat. Al sud d' Houston Street, s'observa també aquesta evolució de les classes socials. Els restaurants i botigues de nivell han aparegut al llarg de Clinton Street. A Orchard Street, s'hi troben moltes botigues de roba, sobretot especialitzades en el cuir. Bowery, abans sinistrada i ocupada pels gangs, ha esdevingut una zona comercial molt viva. Tanmateix, la Bowery Mission, fundada el 1879 per ajudar les persones sense recursos, resta encara en activitat.

## Història
Durant el segle xix, al Lower East Side hi vivia en principi una important comunitat d'origen alemany. Històricament, el barri ha albergat diversos representants d'una contra cultura judaica, esquerrana i de vegades revolucionària. Emma Goldman, Lev Trotski, Allen Ginsberg i Abbie Hoffman han fet estades al Lower East Side. Els anarquistes Emma Goldman i Alexandre Berkman hi van publicar el Mother Earth magazine a partir de 1906. Trotski visqué a St. Marks Place el 1917, com Abbie Hoffman el 1967. Hoffman, amb els membres del partit anarquista Youth International Party, mantenia una botiga gratuïta (Free Store), recollint donacions de roba per tal d'oferir-los als més pobres. Als anys 1980, un moviment de squatters es va organitzar per protestar contra la destrucció d'antics immobles. Els aldarulls van esclatar durant les expulsions i el toc de queda va ser instaurat a Tompkins Square Park.